# 래쉬케이
래쉬케이(본명: 김동준, 1998년 12월 12일 ~)는 대한민국의 배틀그라운드 프로게이머이다. 아이디는 LashK이며, 현재 광동 프릭스 소속이다.

## 소속팀
| # | 팀명                 | 소속 기간               | 소속 리그 | 비고 |
| - | -------------------- | ----------------------- | --------- | ---- |
| 1 | OP.GG                | 2017.11. ~ 2018.07.13   | PKL       |      |
| 2 | 콩두 길리슈트        | 2018.07.13 ~ 2019.01.24 | PKL       |      |
| 3 | 엘리먼트 미스틱      | 2019.02.08 ~ 2020.12.09 | PKL       |      |
| 4 | 아프리카 자르 게이밍 | 2020.12.26 ~ 2021.01.27 |           |      |
| 5 | 매드 클랜            | 2021.04.02 ~ 2021.12.16 | PWS       |      |
| 6 | 광동 프릭스          | 2022.01.04 ~            | PWS       |      |

## 수상 내역
- 카카오TV 펍지 클럽 매치 #1 준우승
- 2018 핫식스 펍지 서바이벌 시리즈 시즌 2 우승
- 2021 펍지 위클리 시리즈: 동아시아 페이즈 2 준우승
- 2021 한중일 e스포츠 대회 배틀그라운드 우승
- 배틀그라운드 스매쉬컵 시즌 6 준우승
- 2022 펍지 위클리 시리즈: 동아시아 페이즈 1 우승